# جهاز محلل الصوت الآني
جهاز محلل الصوت الآني (بالإنجليزية:  Real Time Analyzer)‏ هو جهاز يعمل على تحليل الصوت إلى كافة الترددات التي تحويه، بحيث يبين مطال الإشارة لكل تردد من المجال 20 هرتز وحتى 20 كيلوهرتز، كما أنه يعطي مستوى شدة الصوت للإشارة التي يقيسها، يعتبر هذا الجهاز من أهم أجهزة القياس الصوتية لمهندس الصوت المحترف من أجل معايرة النظام الصوتي ومن أجل تحديد الخصائص الصوتية للقاعة أو الصالة، المسجد، المسرح، الاستديو.

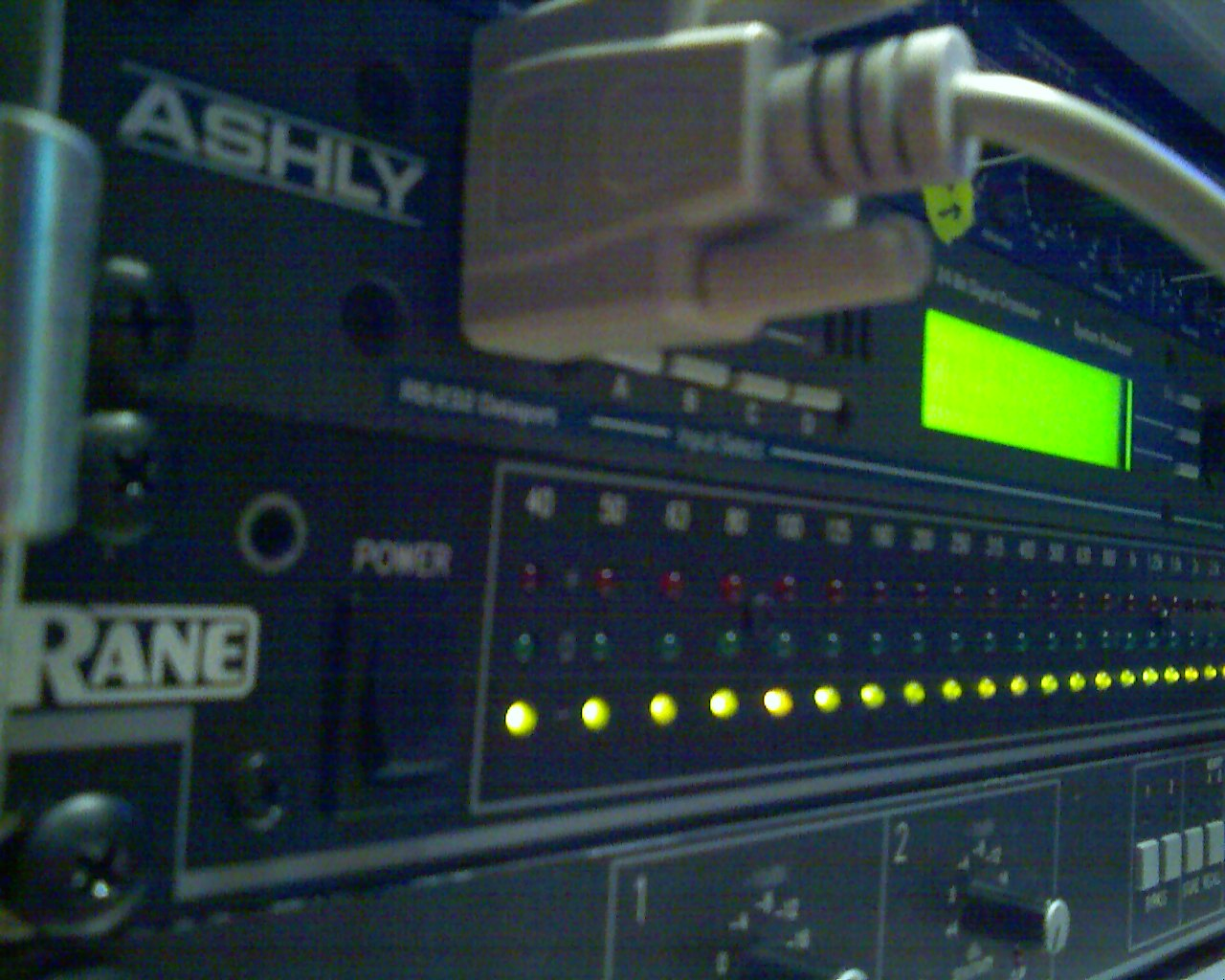
محلل الصوت الآتي من نوع Ashly Protea 4.24C (with RS-232 connection)

## استخدامه
يستخدم لتحديد تردد الرنين للقاعة أو الصالة، المسجد، المسرح، الاستديو، ولتحديد الترددات التي تسبب الفيدباك أو التغذية العكسية أو الصفير، وذلك من أجل الحصول على أفضل معايرة لنظام الصوت، عادة يقوم مهندس الصوت باستخدام إشارة الضوضاء الوردية وهي إشارة صوتية لها هذا الشكل:

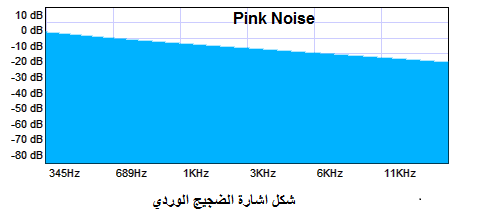
إشارة الضوضاء الوردية

هي إشارة خاصة يتم توليدها من أجل معايرة الأجهزة والأنظمة الصوتية وللوصول إلى أفضل ضبط للاكولايزر، وتمتاز بأن الإشارة لها طاقة متساوية لكل أوكتاف.
هناك عدة أنواع لإشارت الضوضاء ويرمز لها بالالوان مثل الازرق والبني والابيض والرمادي، ولكن أكثر ما يهم هي إشارة الضجيج الوردي والضجيج الأبيض وهي الإشارة التي لها طاقة متساوية لكل تردد.
أن التمييز بين هذين النوعين أي الضجيج الوردي والضجيج الابيض، هو معقد،
و لفهم موضوع الاوكتاف الذي يتعامل مع مضاعفة التردد نأخذ مجموعة القيم التالية من الترددات:
الفرق بين 100 هرتز و 200 هرتز هو واحد اوكتاف، 200 هي ضعف 100 الفرق بين 5 كيلوهرتز و10 كيلوهرتز هو أيضا واحد اوكتاف، 10 كيلو هي ضعف 5 كيلو إذا نظرنا إلى الأمرين من ناحية الترددات بين الفرق بين 100 هرتز و200 هرتز هو 100 هرتز فقط، بينما الفرق بين 5 كيلوهرتز و10 كيلوهرتز  هو 5 كيلوهرتز، بينما من ناحية الاوكتاف فإن الفرق هو نفسه.
نظرنا إلى هذا الفرق بالحساب الرياضي للطاقة بين هذه القيم نجد أن كمية الطاقة ما بين 5 كيلوهرتز و10 كيلوهرتز هي أكبر بكثير جدا من الطاقة ما بين 100 هرتز و200 هرتز.
من ناحية إشارة الضوضاء الوردية  تتوزع هذه الطاقة بالتساوي على كامل الاوكتاف، أي كمية الطاقة بين الترددات 100 هرتز و200 هرتز مساوية لكمية الطاقة بين الترددات 5 كيلوهرتز و10 كيلوهرتز
وهذا المفهوم هو لتحقيق التطابق حول كيفية سماعنا للأصوات حيث تتوزع الطاقة بالاوكتاف، لذلك يتم استخدام إشارة الضوضاء الوردية في معايرة الصوت في حتى نتقارب مع كيفية ادراك الاذن للصوت. كلما تم مضاعفة التردد كان الفرق هو اوكتاف وحتى نصل إلى أفضل معايرة لنظام الصوت يجب أن نعرف الخصائص السمعية للاذن البشرية، لأننا نريد معايرة الصوت للحصول على أفضل صوت نسمعه وليس حساب المعادلات الرياضية، لأنه إذا نظرنا إلى الأمرين من وجهة نظر حسابية فقط سنجد أنه عمليا يختلف عما ندركه من اذاننا، مع أن الأذن البشرية الصحية ولدى الشباب تسمع كافة الترددات ما بين 20 هرتز وحتى 20 كيلوهرتز، هذا المجال يختلف باختلاف عمر الإنسان، كلما كبر الإنسان في العمر كلما قل هذا المجال.
إن الأذن تستجيب للترددات ما بين 500 هرتز و8 كيلوهرتز أكثر من استجابتها للترددات الأخرى، ومن أجل هذا يتم تغيير طريقة استجابة جهاز القياس بحيث يتوافق تقريبا مع استجابة الأذن وتسمى هذه العملية Weihting، والتي تعني موازنة أو ترجيح أو تصحيح بمعنى ان يتم تعديل قراءة الأجهزة بحيث تتوافق مع إدراك الأذن للصوت، أي يستجيب الجهاز للترددات كما تستجيب الاذن البشرية لهذه الترددات.
أنواع الموازنة
A weighting.
C weighting
A Weigting  وفيه يتم تعديل استجابة الجهاز للإشارة بهذا الشكل:

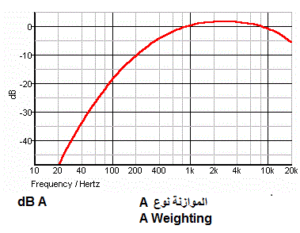

و هو النوع المستخدم إذا كان مستوى الصوت هو بالحدود الطبيعية، وذلك لأن استجابة الأذن للترددات لها علاقة بشدة الصوت.
عند زيادة شدة الصوت فوق 100 ديسيبل فإن استجابة الاذن أيضا تتغير وتصبح مستقيمة أكثر، وهو ما يعبر عنه ب C weighting وله هذا الشكل:

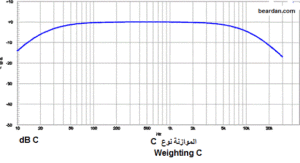

من أجل قياس الصوت الصوت العالي نستعمل موازنة C weighting  أما بالنسبة للأصوات العادية والمنخفضة فإننا نستعمل A weighting .

الشكل التالي يبين مقارنة بين النوعين A  وC :

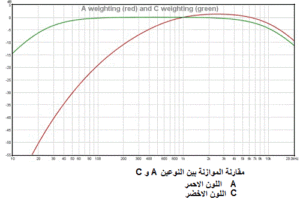

إن عدم استخدام الموزانة weighting المناسبة قد يعطي نتائج غير دقيقة بمعنى أنها قد تكون أعلى أو أقل مما هي عليه، وهو ما يمكن ان نلاحظة إذا وضع الجهاز على الوضعية دون موازنة Flat response حيث ستكون القراءات مختلفة بشكل كبير.
القياسات التي تجري على الصوت ويتم استخدام الموازنة لها يعبر عنها بالشكل dB A إذا كانت الموازنة A  weighting، وdB C إذا كانت الموازنة C weighting.
للحصول على نتائج دقيقة من جهاز الانالايزر يتطلب استعمال مكرفون ذو استجابة ترددية مستقيمة مثل هذا الشكل:

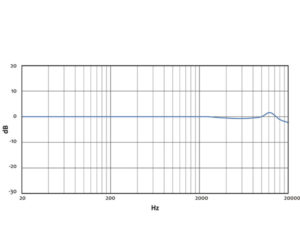

أي أنه يعطي نفس الخرج بالنسبة لكافة الترددات بمعنى أنه لا يستجيب لبعض الترددات بشكل أقل أو أكثر من ترددات أخرى الا ضمن حدود صغيرة جدا.
المكرفون ذو استجابة ترددية مثل هذا الشكل:

المكرفون هنا يعطي خرج مختلف حسب تغير التردد هذا المكرفون لا يصلح من أجل استخدامه في جهاز التحليل ليس معناه أنه ليس جيد ولكنه يصلح للصوت البشري ولكن ليس لجهاز قياس الصوت.
هناك الكثير من التطبيقات على الجوال التي تدعي أنها تقيس شدة الصوت أو تقوم بتحليل الصوت هي بعيدة عن الواقع، لأنها أصلا تستخدم مكرفون الجوال نفسه لتحليل الصوت وهو مكرفون لايصلح بتاتا لجهاز قياس قد تصلح هذه التطبيقات فقط لإعطاء فكرة عن شدة الصوت في مكان ما أو لقياس الضجيج أو لإجراء مقارنة بين عدة أصوات فقط أو للتعليم فقط، ولكن عموما الأجهزة الإحترافية تحتاج إلى مكرفون احترافي.

## أنواع أجهزة تحليل وقياس الصوت
- نوع فيزيائي

بمعنى انه جهاز مستقل لتحليل الصوت وقياس شدته أن أغلب الشركات قد توقفت عن إنتاج هذه الأجهزة نظرا لتكلفتها العالية، وهناك أنواع محمولة منها أو ثابتة تركب على الراك. ما زالت هناك بعض الشركات التي تنتج هذه الأجهزة.
- برامج تحليل وقياس الصوت.

على حسب الشركة المنتجة والخيارات التي تتيحها منها من مزود بمكرفون قياس مع CD محمي مع محول من موصل إكس إل آر إلى يو إس بي حتى يمكن استخدام البرنامج على الحاسب مثل: VT RTA  168 Virtins ومنها مزود بالبرنامج فقط.
معظم الأجهزة أو البرامج تقوم على:
1. توليد إشارة الضوضاء الوردية.
2. تحليل الصوت.
3. قياس مستوى الإشارة، تقيس إشارة line إضافة إلى إشارة المكرفون، وتقوم بإعطاء شدة الصوت ديسيبل.